# ヴィクター・クラーツ
ヴィクター・クラーツ（Victor Kraatz、1971年4月7日 - ）は、カナダの男性元フィギュアスケートアイスダンス選手。フィギュアスケートコーチ。2003年世界フィギュアスケート選手権アイスダンスチャンピオン、四大陸フィギュアスケート選手権優勝3回、ISUグランプリファイナル優勝2回、カナダフィギュアスケート選手権優勝8回、パートナーはシェイ＝リーン・ボーン。

## 経歴
- 1971年4月7日、ドイツのベルリンで生まれ、スイスで幼少期を過ごしのちにカナダに移住した。
- スイス時代、アナリサ・ベルトラミと組みアイスダンスに打ち込む。
- カナダに移住したのちタリン・オニールと組み、1991-1992年シーズンよりシェイ＝リーン・ボーンと組む。
- 2002年度シーズンのフリーダンスをマイケル・ジャクソンの楽曲で構成した「マイケル・ジャクソン・メドレー」という、今までのフィギュアスケートには無い斬新な演目を行い、その後ソルトレークオリンピックのフリーダンスを望んだ。先に滑走をしたフーザル＝ポリ・マルガリオ組が演技中に転倒したためメダルの獲得のチャンスであったが、演技のフィニッシュのところでクラーツが転倒し、メダル獲得とはならなかった。
- 2003年世界フィギュアスケート選手権で優勝し、現役引退。その後ボーンとプロに転向するか、アマチュアを続けるかで意見が分かれ（クラーツはアマチュアを続けたがっていた）、コンビも解消した。
- 2004年6月19日、フィンランド人の元アイスダンス選手マイキ・ウオティラと結婚。ともにコーチとしてカナダで選手育成にあたっている。

## ハイドロ・ブレーディング
- エッジを深く倒し、姿勢を低く、かつほとんど水平に傾けた状態で滑る動作。ムーヴズインザフィールドのひとつ。いくつかの変化型がある。彼らが行ったもののうち、有名なものはお互い折り重なって体重を支え合いながら弧を描くもの。時に肘や手で氷面に触れてバランスも取った。この技は彼ら２人が開発したものではないが90年代に彼らがフリースケーティングでほぼ必ず取り入れた技で有名になった。

## 主な戦績
| 大会/年      | 92-93 | 93-94 | 94-95 | 95-96 | 96-97 | 97-98 | 98-99 | 99-00 | 00-01 | 01-02 | 02-03 |
| ------------ | ----- | ----- | ----- | ----- | ----- | ----- | ----- | ----- | ----- | ----- | ----- |
| オリンピック |       | 10    |       |       |       | 4     |       |       |       | 4     |       |
| 世界選手権   | 14    | 6     | 4     | 3     | 3     | 3     | 3     |       | 4     | 2     | 1     |
| 四大陸選手権 |       |       |       |       |       |       | 1     |       | 1     |       | 1     |
| カナダ選手権 | 1     | 1     | 1     |       |       | 1     | 1     |       | 1     | 1     | 1     |
| GPファイナル |       |       |       | 5     | 1     | 2     |       | 5     |       | 1     |       |

戦績はシェイ＝リーン・ボーンと組んで以降。

### 詳細
| 2002-2003 シーズン |                                                      |    |    |    |      |
| 開催日             | 大会名                                               | CD | OD | FD | 結果 |
| 2003年3月24日-30日 | 2003年世界フィギュアスケート選手権（ワシントンD.C.） | 1  | 2  | 1  | 1    |
| 2003年2月10日-16日 | 2003年四大陸フィギュアスケート選手権（北京）         | 1  | 1  | 1  | 1    |